# Hopfsches Maximal-Ergodenlemma
Das Hopf’sches Maximal-Ergodenlemma ist ein Ergebnis der Ergodentheorie, einem Teilbereich der Mathematik, der zwischen Maßtheorie und der Theorie dynamischer Systeme anzusiedeln ist. Das Hopf’sche Maximal-Ergodenlemma kann in zwei Varianten formuliert werden, eine stochastische und eine über iterierte Anwendung von Abbildungen. Beide unterscheiden sich mit Ausnahme der Notation nur unwesentlich. Das Lemma ist nach Eberhard Hopf benannt und ein wichtiges Hilfsmittel für einen kompakten Beweis des individuellen Ergodensatzes und dem darauf aufbauenden {\displaystyle {\mathcal {L}}^{p}}-Ergodensatz.

## Aussage
Gegeben sei ein maßerhaltendes dynamisches System {\displaystyle (X,{\mathcal {A}},\mu ,T)} und eine messbare Funktion {\displaystyle f\colon X\to \mathbb {R} }. Außerdem sei
{\displaystyle s_{n}:=\sum _{i=0}^{n-1}f\circ T^{i}}
die Summe der ersten {\displaystyle n} Iterationen und
{\displaystyle m_{n}:=\max\{0,s_{1},\dots ,s_{n}\}}
das Maximum dieser Summen. Dann gilt
{\displaystyle \int _{\{m_{n}>0\}}f\mathrm {d} \mu \geq 0}
für alle {\displaystyle n\in \mathbb {N} }.

## Stochastische Formulierung
Die stochastische Formulierung verwendet, dass ein stationärer stochastischer Prozess versehen mit dem Shiftoperator {\displaystyle \tau } ein maßerhaltendes dynamisches System ist, vgl. dieses Beispiel. Das Hopf’sche Maximal-Ergodenlemma lautet dann wie folgt: Ist {\displaystyle X=(X_{n})_{n\in \mathbb {N} }} ein reeller stationärer stochastischer Prozess und {\displaystyle X_{0}} integrierbar, so folgt mit
{\displaystyle S_{n}:=\sum _{i=0}^{n-1}X_{i}}
und
{\displaystyle M_{n}:=\max\{0,S_{1},\dots ,S_{n}\}},
dass
{\displaystyle \operatorname {E} (X_{0}\chi _{\{M_{n}>0\}})\geq 0}
ist. Um dies zu erhalten, setzt man {\displaystyle f=X_{0}} und aufgrund des Shiftoperators gilt dann {\displaystyle X_{n}=X_{0}(\tau ^{n})}. Somit entspricht {\displaystyle \tau } dem {\displaystyle T} in der oberen Formulierung.